# 黒田淳
黒田 淳（くろだ じゅん、1985年2月20日 - ）は、岡山県笠岡市出身の競輪選手、BMX選手。

## 来歴
BMX選手として、神奈川大学を経て、三菱化学メディアに所属していた。
全日本BMX選手権大会のジュニア部門で通算6回優勝。2000年よりエリート部門で競技を行うようになった。
2004年、BMX世界選手権・17歳以上クラス 7位
2005年、全日本BMX選手権大会 優勝
2006年、BMXアジア自転車競技選手権 3位
2007年、全日本BMX選手権大会 優勝
2008年、同年開催の北京オリンピックよりBMXが正式種目として採用されることになり、BMX世界選手権はその出場権をかけた大会だったが、予選敗退に終わる。これを契機に、競輪選手への転身を決意。増成富夫（日本競輪学校第66期生）に師事して同年、同じくBMX選手である西岡拓朗らとともに、日本競輪学校第97期生として入学。
2010年1月1日、熊本競輪場でデビューし7着。初勝利は同年1月23日の佐世保競輪場。